# Charlotte Casiraghi
Charlotte Casiraghi, punim imenom Charlotte Marie Pomeline Casiraghi (* Monako, 3. kolovoza 1986.), drugo dijete talijanskog poduzetnika Stefana Casiraghija i princeze Caroline od Monaka, jedanaesta u redu za nasljeđivanje monegaškog prijestolja. Budući da joj je otac bio pučanin, nema pravo na plemički naslov, ali ostvaruje pravo na nasljedstvo kneževske krune.
Razvila je karijeru novinarke, jahačice i modela. Budući da pokazuje fizičku sličnost sa svojom slavnom bakom, holivudskom glumicom i princezom Grace Kelly, česta je meta paparazzija i medijske pažnje.

## Životopis
Ime je dobila po svojoj prabaki Charlotte od Monaka († 1977.), posljednje potomkinje loze Matignon-Grimaldi, koja je vladala Monakom od 1731. godine, nakon izumruća izravne muške linije dinastije Grimaldi.
Rođena je u drugom braku svoje majke, princeze Caroline sa Stefanom Casiraghijem. Ima dvojicu braće, starijeg Andreu i mlađeg Pierra. Odrasla je u kneževini Monako, kojom je tada vladao njen djed, knez Rainier III. od Monaka († 2005.).
Godine 1990. izgubila je oca u nesreći na moru. Poslije nesreće, Caroline je otišla živjeti s djecom u selo Saint Remy-de-Provence u Francuskoj, kako bi ih maknula od medijskomg pritiska. Osnovnu školu završila je u mjestu stanovanja, poslije čega se školovala u liceju François-Couperin u Fontainebleau, koji je završila 2004. godine. Godine 2007. stekla je naslov prvostupnice iz filozofije na pariškom sveučilištu. Tečno govori francuski, talijanski i engleski, a govornica je i njemačkog, kojeg je naučila nakon što se njena majka preudala 1999. za njemačkog kneza Ernsta Augusta od Hannovera. Sedam mjeseci nakon njihova vjenačanja, dobila je polusestru, princezu Aleksandru od Hannovera.
Charlotte obožava konje i vrsna je jahačica, a bavi se i sportom, osobito plivanjem, skijanjem i snowboardingom.
U prosincu 2011. započela je vezu s komičarem Gadom Elmalehom, s kojim je 2013. godine dobila sina Raphaëla. Budući da se nisu vjenčali, njihov sin je izuzet iz linije nasljeđivanja prijestolja. Par je prekinuo u lipnju 2015. godine. Dana 1. lipnja 2019. godine udala se u Monaku za Dimitrija Rassama, sina poznate francuske glumice Carole Bouquet, s kojim ima sina Balthazara.

## Vanjske poveznice
- Charlotte Casiraghi o tradiciji Grimaldijevih - nytimes.com (engl.)
- Charlotte Casiraghy - hellomagazine.com (engl.)